# Versailles (Ohio)
Versailles és una població dels Estats Units a l'estat d'Ohio. Segons el cens del 2000 tenia 2.589 habitants.

## Demografia
Segons el cens del 2000, Versailles tenia 2.589 habitants, 1.061 habitatges, i 687 famílies. La densitat de població era de 571,2 habitants/km².
Dels 1.061 habitatges en un 31,6% hi vivien nens de menys de 18 anys, en un 54,5% hi vivien parelles casades, en un 7,6% dones solteres, i en un 35,2% no eren unitats familiars. En el 32,4% dels habitatges hi vivien persones soles el 16% de les quals corresponia a persones de 65 anys o més que vivien soles. El nombre mitjà de persones vivint en cada habitatge era de 2,35 i el nombre mitjà de persones que vivien en cada família era de 3.
Per edats la població es repartia de la següent manera: un 25,5% tenia menys de 18 anys, un 6,8% entre 18 i 24, un 28,4% entre 25 i 44, un 19% de 45 a 60 i un 20,2% 65 anys o més.
L'edat mediana era de 37 anys. Per cada 100 dones de 18 o més anys hi havia 85,3 homes.
La renda mediana per habitatge era de 37.908 $ i la renda mediana per família de 47.717 $. Els homes tenien una renda mediana de 32.440 $ mentre que les dones 25.194 $. La renda per capita de la població era de 18.275 $. Aproximadament el 3,5% de les famílies i el 5,3% de la població estaven per davall del llindar de pobresa.

## Poblacions més properes
El següent diagrama mostra les poblacions més properes.